# Victor Siaulys
Victor Siaulys (São Paulo,  30 de maio de 1936 – São Paulo, 19 de março de 2009) foi um empresário brasileiro.

## Biografia
Filho de imigrantes lituanos, Victor Siaulys nasceu em 1936, no bairro da Pompeia, que abrigava operários italianos, espanhóis, portugueses entre outros. Seu pai Jonas foi operário da fábrica de velas das indústrias Matarazzo por 20 anos até ser demitido sob a acusação de ser comunista. Victor formou-se em 1964 pela Faculdade de Direito da Universidade de São Paulo, mas destacou-se trabalhando como propagandista em empresas farmacêuticas.
Em 1965, com os sócios Adalmiro Dellape Baptista e Antônio Gilberto Depieri funda a Prodoctor, que no ano seguinte adquire uma antiga farmacêutica, a Aché, nome que incorpora. Sob sua liderança, o Aché Laboratórios, de capital 100% nacional, torna-se um dos maiores laboratórios do país.
Em homenagem à filha Lara, que nasceu cega, cria junto com a esposa Mara, em 1991, a entidade filantrópica Laramara - Associação Brasileira de Assistência ao Deficiente Visual (hoje Associação Brasileira de Assistência à Pessoa com Deficiência Visual) de apoio a inclusão educacional e social da pessoa com deficiência visual.
Foi conselheiro do CDES.
Escreveu o livro "Mercenário ou Missionário", pela editora da Laramara.